# Совет министров СССР
Совет Министров СССР (аббр. Совмин СССР; СМ СССР; син. Правительство СССР) — высший коллегиальный орган исполнительной и распорядительной государственной власти Союза Советских Социалистических Республик в период с 1946 по 1991 год. Обладал правом законодательной инициативы.
Упразднён в феврале 1991 года в связи с учреждением Кабинета Министров СССР при Президенте СССР.

## История
Законом от 15 марта 1946 года Совет Народных Комиссаров СССР был преобразован в Совет Министров СССР, Советы Народных Комиссаров союзных и автономных республик — в Советы Министров союзных и автономных республик, народные комиссариаты всех уровней — в соответствующие министерства; наркомы стали именоваться министрами. В этот же день Совет Народных Комиссаров сложил полномочия перед Верховным Советом СССР нового созыва и спустя 4 дня в соответствии с данным законом был сформирован Совет Министров.
25 февраля 1947 года были внесены соответствующие изменения в Конституцию СССР.
С деятельностью Совета Министров СССР связан самый длительный в истории СССР период экономического роста, сменившийся на рубеже 1980—90-х годов спадом и, в конечном счете, экономической, политической и социальной дезинтеграцией Советского Союза.

### 1946—1955 годы
В результате послевоенного восстановления экономики в годы нахождения И.В. Сталина на посту Председателя Совета министров СССР, Советскому Союзу удалось достичь, а в некоторых случаях значительно превысить экономические показатели довоенного времени.
После смерти Сталина произошли значительные изменения в составе правительства, которое возглавил Г. М. Маленков. Уже 15 марта 1953 года было произведено значительное сокращение числа министров за счёт укрупнения министерств путём упразднения некоторых из них и объединения других. Однако в течение 1953—1955 годов многие министерства были воссозданы или вновь образованы. Одновременно шло преобразование некоторых министерств из общесоюзных в союзно-республиканские и создание ряда государственных комитетов Совета министров СССР, руководители которых вошли в состав правительства наравне с министрами.

### 1956—1965 годы
Несмотря на то, что к 1960-м годам экономика СССР занимала 1-е место в мире по добыче отдельных видов полезных ископаемых и производству некоторых видов промышленной и сельскохозяйственной продукции, усложнение экономических связей в послевоенный период показало ограниченные возможности экстенсивного экономического развития и недостатки централизованного планирования и управления промышленным и сельскохозяйственным производством.
Первая попытка широкомасштабного реформирования системы государственного управления экономикой была предпринята в 1957—1965 годы по инициативе Н. С. Хрущёва. В соответствии с решением февральского (1957 года) Пленума ЦК КПСС о приближении руководства к экономическим районам, предприятия были переданы в управление совнархозам, было упразднено несколько десятков громоздких союзных министерств, а их функции переданы небольшим Госкомитетам — Государственным комитетам Совета министров СССР. Госкомитеты занимались общим планированием, научно-технической политикой и общей координацией работы предприятий одной отрасли; их председатели заняли места министров в правительстве.
Однако вскоре территориальная система управления промышленностью показала свою неэффективность, реформа была постепенно свёрнута и после смещения Н. С. Хрущёва в середине 1960-х годов совнархозы были поглощены восстановленными союзными и республиканскими министерствами.

### 1965—1970 годы
В 1965—1970 годы под руководством Председателя Совета Министров СССР А. Н. Косыгина правительством была осуществлена экономическая реформа, направленная на внедрение экономических методов управления и расширение хозяйственной самостоятельности предприятий, объединений и организаций. Несмотря на успехи, достигнутые в результате реформирования управления народным хозяйством и планирования, «косыгинская реформа» была свёрнута.

### 1970-е годы
С 7 октября 1977 года после вступления в силу новой Конституции СССР перечень союзно-республиканских и общесоюзных министерств и государственных комитетов СССР определялся отдельным Законом о Совете Министров СССР, а не Конституцией как ранее.

### 1980—1990-е годы
В соответствии с Законом СССР от 26 декабря 1990 года «Об изменениях Конституции (Основного Закона) СССР в связи с совершенствованием системы государственного управления», Совет Министров СССР был преобразован в Кабинет Министров СССР. Совет Министров сохранял свои полномочия до января 1991 года, когда был сформирован Кабинет Министров СССР. 1 февраля 1991 года вышло последнее постановление Совета Министров СССР.

## Полномочия
Согласно Конституции СССР 1977 года, Совет Министров СССР был правомочен решать все вопросы государственного управления, отнесённые к ведению Союза ССР, поскольку они не входят, согласно Конституции, в компетенцию Верховного Совета СССР и Президиума Верховного Совета СССР. Деятельность Совета Министров СССР регламентировалась Законом «О Совете Министров СССР».
В компетенцию Совета Министров СССР входило следующее:
- разработка текущих и перспективных государственных планов экономического и социального развития СССР и государственного бюджета;
- принятие мер по исполнению государственных планов и бюджета;
- принятие мер по защите интересов государства, охране социалистической собственности и общественного порядка, по обеспечению государственной безопасности;
- осуществление общего руководства строительством Вооружённых сил СССР, определение ежегодного контингента граждан, подлежащих призыву на действительную военную службу;
- осуществление общего руководства в области отношений с иностранными государствами, внешней торговли, экономического, научно-технического и культурного сотрудничества СССР с зарубежными странами, утверждение и денонсация межправительственных международных договоров.

## Состав
Как и другие высшие органы государственной власти и управления Советского Союза, Совмин СССР был коллегиальным органом и формировался Верховным Советом СССР на совместном заседании Совета Союза и Совета Национальностей, а в промежутке между сессиями Верховного Совета — Президиумом Верховного Совета СССР (с последующим утверждением Верховным Советом). В состав Совета Министров СССР входили следующие лица:
- Председатель Совета Министров СССР
- первые заместители и заместители председателя Совета Министров СССР
- управляющий делами Совета Министров СССР
- министры СССР
- председатели государственных комитетов СССР (с 1953 года[4])
- председатели правительств союзных республик (c 1957 года[9])
- руководители других органов и организаций СССР (по согласованию с Верховным Советом СССР), включая
  - Государственный банк СССР (с 1954 года)[10]
  - Комитет государственной безопасности (с 1954 года)[11][10]
  - Комитет народного контроля СССР

На персональный состав Совета Министров СССР существенное влияние оказывали текущая политическая и экономическая конъюнктура, а также противоборство в высшем эшелоне власти СССР сторонников и противников экономических реформ.

## Руководящие органы

### Председатель Совета министров СССР
Председатели Совета министров СССР
- Сталин Иосиф Виссарионович (19 марта 1946 — 5 марта 1953)
- Маленков Георгий Максимилианович (5 марта 1953 — 8 февраля 1955)
- Булганин Николай Александрович (8 февраля 1955 — 27 марта 1958)
- Хрущёв Никита Сергеевич (27 марта 1958 — 15 октября 1964)
- Косыгин Алексей Николаевич (15 октября 1964 — 23 октября 1980)
- Тихонов Николай Александрович (23 октября 1980 — 27 сентября 1985)
- Рыжков Николай Иванович (27 сентября 1985 — 14 января 1991)

### Президиум Совета министров СССР
Для решения вопросов, связанных с обеспечением руководства народным хозяйством, и других вопросов государственного управления, в рамках Совета Министров СССР действовал постоянный орган — Президиум Совета министров СССР. Этот орган был создан в марте 1946 года путём преобразования Бюро при Совете народных комиссаров (Совете министров) СССР, которое функционировало с 1944 года в качестве центрального органа управления обширной сетью подведомственных органов советского правительства. Статус и полномочия Президиума Совета министров СССР были определены Конституциями СССР 1936 и 1977 годов и Законом 1978 года «О Совете министров СССР». В 1952—1953 гг. существовало также и Бюро Президиума Совета министров СССР.
Президиум представлял собой Совет министров в урезанном составе и состоял из следующих членов:
- председатель Совета министров СССР
- первые заместители и заместители председателя Совета министров СССР
- другие члены Правительства СССР (по решению Совета министров СССР)

### Управление делами Совета министров СССР
До 1987 года управление делами Совета министров СССР являлось аппаратом правительства СССР. Управление осуществляло подготовку вопросов для рассмотрения в Совете министров СССР и обеспечивало систематическую проверку исполнения решений правительства. Управляющий входил в состав Совета министров СССР. В связи с перестройкой системы государственного управления, начиная с 1987 года управление стало подчиняться лично председателю Совета министров, став аппаратом председателя правительства и президиума Совета министров СССР. Численность сотрудников управления была сокращена на 40 %; вместе с тем была существенно расширена предметная область вопросов, которые управление анализировало и готовило для рассмотрения в правительстве. Управлению была поручена координация деятельности аппаратов постоянных органов правительства, направленная на устранение подмены и дублирования возложенных на них функций. Для ответственных и технических работников аппарата правительства была введена аттестация, которая должна была «стимулировать их профессиональный рост … и воспитывать добросовестное отношение к возложенным на них обязанностям». По результатам аттестации управление готовило рекомендации о поощрении отдельных работников, о повышении/понижении их в должности, об изменении окладов, о переводе на другую работу или об освобождении от занимаемой должности. Руководству управления было поручено принять меры к оснащению подразделений правительственного аппарата средствами механизации и автоматизации управленческого труда — в частности, современными видами оргтехники и персональными компьютерами.
Структура управления делами Совета министров СССР
(по состоянию на 1987 год)
- экономический отдел
- отдел совершенствования управления народным хозяйством
- отдел промышленности
- отдел оборонных отраслей и административных органов
- отдел металлургии и геологии
- отдел транспорта и связи
- отдел территориального развития народного хозяйства и капитального строительства
- отдел агропромышленных отраслей
- отдел научно-технического прогресса
- юридический отдел
- отдел кадров
- общий отдел
- правительственный архив
- правительственная библиотека
- хозяйственное управление
- секретариат комиссии по установлению персональных пенсий при Совете Министров СССР

Управляющий делами Совета министров СССР
Управление по делам правительства возглавлял управляющий делами Совета министров СССР:
- Чадаев Яков Ермолаевич (19 марта 1946 — 13 марта 1949)
- Помазнев Михаил Трофимович (13 марта 1949 — 29 июня 1953)
- Коробов Анатолий Васильевич (29 июня 1953 — 1 июля 1958)
- Демичев Петр Нилович (1 июля 1958 — 3 марта 1959)
- Степанов Георгий Сергеевич (18 марта 1959 — 22 октября 1964)
- Смиртюков Михаил Сергеевич (18 декабря 1964 — 7 июня 1989)
- Шкабардня Михаил Сергеевич (17 июля 1989 — 1 февраля 1991)

### Аппарат Совета министров СССР
До перестройки системы государственного управления во второй половине 1980-х годов, функции аппарата союзного правительства осуществляло управление делами Совета министров СССР. В 1987 году правительственный аппарат был расширен путём включения в него аппаратов постоянных органов Совета Министров СССР по руководству крупными народнохозяйственными комплексами и группами однородных отраслей, управления делами Совета министров СССР и секретариата председателя правительства.
Структура управления делами Совета министров СССР
(по состоянию на 1987 год)
- аппараты постоянных органов правительства, включая
  - бюро по социальному развитию
  - бюро по машиностроению
  - бюро по топливно-энергетическому комплексу
  - бюро по химико-лесному комплексу
  - государственная внешнеэкономическая комиссия
  - государственная комиссия Совета Министров СССР
- управление делами Совета министров СССР
- секретариат председателя Совета министров СССР
- государственные советники и советники при Совете министров СССР

## Центральные органы государственного управления
Центральные органы государственного управления — союзные министерства, государственные комитеты и агентства — являлись ядром системы государственного управления Советского Союза и основой Совета Министров СССР. Будучи коллегиальным органом управления, Совмин СССР собственно и формировался из руководителей этих органов.
В отличие от аналогичных органов исполнительной власти других экономически развитых стран, в рамках Совета Министров СССР действовало огромное число органов, занимавшихся управлением отдельными отраслями народного хозяйства. Большое количество ведомств промышленной направленности было вызвано особенностями экономического устройства советского государства, которое отличалось подавляющим преобладанием государственной собственности на средства и продукты производства, а также высоким уровнем централизации функций планирования и управления экономикой страны.

### Министерства и государственные комитеты
В советский период возникло понятие «отраслевое министерство» — центральный орган государственного управления, который осуществлял руководство порученной ему отраслью народного хозяйства и нёс ответственность за состояние и развитие этой отрасли, за выполнение государственных планов и решение других задач, стоящих перед соответствующей отраслью. На особо крупные отрасли (такие как строительство, машиностроение, сельское хозяйство, производство военной техники) приходилось одновременно несколько независимых друг от друга министерств.
Помимо министерств, другим важным институтом управления экономикой страны были государственные комитеты СССР — центральные органы власти, которые осуществляли управление межотраслевыми связями.
Министерства и государственные комитеты СССР подразделялись на общесоюзные и союзно-республиканские. Общесоюзные ведомства руководили порученными им отраслями (или осуществляли межотраслевое управление, в случае государственных комитетов) на всей территории СССР непосредственно либо через создаваемые ими органы. Союзно-республиканские ведомства осуществляли руководство, как правило, через соответствующие министерства или другие органы союзных республик, а также управляли непосредственно отдельными предприятиями, объединениями, организациями и учреждениями, находящимися в союзном подчинении.

## Подведомственные органы
Совет Министров СССР обладал полномочиями по своему усмотрению создавать специальные органы при Совмине СССР — агентства, комитеты, комиссии, советы и управления. Эти органы находились в прямом подчинении Совмина СССР, в отличие от центральных органов государственного управления, создание, реорганизация и упразднение которых было прерогативой Верховного Совета СССР.
Среди учреждений, напрямую подчинявшихся Совету Министров СССР, были Академия народного хозяйства (1977—1991) и Государственный банк СССР (1923—1991).

## Республиканские правительства
Советы Министров союзных и автономных республик Союза ССР — в частности, Совет Министров РСФСР, Совет Министров Украинской ССР, Белорусской ССР и других республик — не являлись подведомственными органами Совета Министров СССР и формально ему не подчинялись, однако в своей деятельности были обязаны руководствоваться решениями Правительства СССР.

## Официальные издания
- Постановления Совета Министров СССР за [месяц 19[ху] года] . Экземпляры с нумерация. Гриф «Для служебного пользования» . Москва. Твёрдый переплёт. Выходило без перерывов более сорока лет с 1949 г. помесячно по 1991 г., более 500 томов, 600 — 1,000 стр. каждый.
- «Собрание постановлений и распоряжений Совета Министров Союза ССР» (1946—1949)[15].
- «Собрание постановлений Правительства Союза ССР» (1957—1991)

## Правительственные награды
Совет Министров СССР осуществлял награждения премиями, знаками и грамотами. Лицу, получившему премию правительства, присваивалось звание лауреата и вручался диплом с нагрудным знаком и удостоверением.
Правительственные награды не следует путать с государственными и ведомственными наградами. Первые относились к компетенции Президиума Верховного Совета СССР, вторые — центральных органов государственного управления и других ведомств.
- Государственная премия СССР (совместно с ЦК КПСС)
- Ленинская премия (совместно с ЦК КПСС)
- Премия Совета Министров СССР
- Почетная грамота Совета Министров СССР